# パゼッヘ族
パゼッヘ族（Pazeh、中国語:巴宰族、巴則海族）は台湾原住民の一つであり、平埔族の一支族に分類される。元来は台中市豊原区、神岡付近の内陸部を中心に分布していた。今は主に南投県埔里および苗栗県三義郷鯉魚潭村に居住している。
16世紀には岸裡社、烏牛欄社、朴仔籬社、阿里史社などの集落を形成しており、1699年には岸裡社が清朝に協力し呑霄社の叛乱に後見している（呑霄社事件）。
近年は、平埔族の正名運動の流れの中で、埔里鎮および三義郷でそれぞれ文化や言語の復興運動が行われている。
パゼッヘ族は、豊原以東のパゼッヘ本族及び以西のカハブ族（噶哈巫または朴仔籬）に分類される。その言語や文化は類似しており、伊能嘉矩などは同一民族として扱っていたが、近年は、カハブ族は独自の民族として活動している。
言語は独自のパゼッヘ語を有し、米を中心とした耕作、採集、狩猟、漁業などを行う。社会組織は男子会所制度による年齢階級を備えた母系社会である。